# Santo a cavallo
Il Santo a cavallo è un disegno (21,59x17,62 cm) di Cima da Conegliano, databile attorno al 1510 e conservato nel Paul Getty Museum di Los Angeles, California.